# Lê Ngọc Châu
Lê Ngọc Châu (sinh năm 1972 tại Hà Nội), là một Chính khách, tướng lĩnh của lực lượng Công an nhân dân Việt Nam, hàm Thiếu tướng. Ông hiện giữ chức vụ Phó Bí thư Thành ủy, Chủ tịch Ủy ban nhân dân Thành phố Hải Phòng (từ ngày 1/7/2025). 
Ông nguyên là Ủy viên Đảng ủy Công an Trung ương, Bí thư Đảng ủy, Tư lệnh Bộ Tư lệnh Cảnh sát Cơ động, Bộ Công an.

## Sự nghiệp
Thiếu tướng Lê Ngọc Châu, sinh năm 1972, quê Tả Thanh Oai, Thanh Trì, TP Hà Nội. Ông có học vị Tiến sĩ luật. Tháng 3/2019, khi đang trên cương vị Phó Tư lệnh Bộ Tư lệnh Cảnh sát Cơ động (Bộ Công an), Đại tá Châu nhận quyết định của Bộ trưởng Bộ Công an làm Giám đốc Công an TP. Hải Phòng, thay Thiếu tướng Đỗ Hữu Ca nghỉ hưu.
Chiều ngày 4 tháng 3 năm 2022 tại Hà Nội, Bộ Công an tổ chức Lễ Công bố quyết định của Bộ trưởng Bộ Công an về công tác cán bộ của Bộ Tư lệnh Cảnh sát cơ động (CSCĐ). Thiếu tướng Nguyễn Văn Long, Thứ trưởng Bộ Công an dự và chủ trì lễ công bố theo đó, Đại tá Lê Ngọc Châu, Giám đốc Công an tỉnh Hải Dương đảm nhận chức vụ Tư lệnh Bộ Tư lệnh CSCĐ.
Năm 2022, Ông được Chủ tịch nước Cộng hòa xã hội chủ nghĩa Việt Nam Nguyễn Xuân Phúc thăng cấp hàm từ Đại tá lên Thiếu tướng.

## Lịch sử thụ phong cấp bậc hàm
| Năm thụ phong | 2022        |
| ------------- | ----------- |
| Cấp hiệu      |             |
| Tên cấp hiệu  | Thiếu tướng |